# جون ر. آدامز
جون ر. آدامز (بالإنجليزية: John R. Adams)‏ هو قاضي ومحامي أمريكي، ولد في 1955 في أورفيل في الولايات المتحدة.